# Lista granițelor geografice și politice
      193 de state membre ale Organizației Națiunilor Unite
     2 state cu statut de observator (Vatican și Palestina)
     2 state eligibile (Niue, Insulele Cook)
      17 teritorii dependente
      Antarctica (teritoriu internațional)

Harta țărilor lumii
Legendă:
193 de state membre ale Organizației Națiunilor Unite
2 state cu statut de observator (Vatican și Palestina)
2 state eligibile (Niue, Insulele Cook)
17 teritorii dependente
Antarctica (teritoriu internațional)

Lista granițelor geografice și politice prezintă locația geografică, granițele terestre și vecinătățile maritime ale tuturor continentelor, oceanelor și mărilor, precum și ale țărilor și teritoriilor lumii.
Tabelul continentelor prezintă locația și vecinătățile geografice terestre și maritime ale fiecăruia, luând în considerare doar granițele terestre, excluzându-se zonele insulare izolate. De asemenea, sunt evidențiate țările transcontinentale. Țările transcontinentale continue sunt state cu teritoriu continuu, dintr-o singură bucată sau mai multe, dar imediat adiacente, care se întinde peste o graniță continentală, cel mai frecvent linia care separă Asia de Europa. Prin contrast, țările transcontinentale discontinue sunt acele state care au porțiuni de teritoriu separate între ele fie de un corp de apă, fie de alte țări (cum ar fi în cazul Franței). Majoritatea țărilor transcontinentale discontinue sunt țări cu teritorii dependente precum Regatul Unit cu teritoriile sale de peste mări, dar pot fi țări care au integrat complet fostele teritorii dependente în statele lor centrale, cum ar fi Franța cu regiunile sale de peste mări.
Statele suverane și teritoriile dependente sunt prezentate în tabele diferite, iar zonele disputate de două sau mai multe țări nu sunt luate în considerare.
Sortarea este în ordine alfabetică, în cazul statelor / teritoriilor fiind în funcție de numele prescurtat.

## Granițele geografice ale continentelor
| Continent | Localizare                                   | Vecinătăți      | Vecinătăți                                                                           | Vecinătăți |
| Continent | Localizare                                   | Continent       | Țări transcontinentale                                                               | Ocean / Mare |
| --- | -------------------------------------------- | --------------- | ------------------------------------------------------------------------------------ | --- |
| Africa | Emisfera estică / nordică / sudică / vestică | Asia            | *Egipt                                                                               | Oceanul Atlantic / Oceanul Indian / Marea Arabiei / Golful Guineei / Marea Mediterană / Strâmtoarea Mozambic / Marea Roșie |
| America | Emisfera nordică / vestică / sudică          |                 |                                                                                      | Oceanul Arctic / Oceanul Atlantic / Oceanul Pacific / Marea Baffin / Marea Beaufort / Marea Bering / Marea Caraibelor / Marea Ciukotsk / Marea Groenlandei / Golful Mexic / Golful Hudson / Marea Labrador |
| America de Nord | Emisfera nordică / vestică                   | America de Sud  | Columbia                                                                             | Oceanul Arctic / Oceanul Atlantic / Oceanul Pacific / Marea Baffin / Marea Beaufort / Marea Bering / Marea Caraibelor / Marea Ciukotsk / Marea Groenlandei / Golful Mexic / Golful Hudson / Marea Labrador |
| America de Sud | Emisfera nordică / sudică / vestică          | America de Nord | Panama                                                                               | Oceanul Atlantic / Oceanul Pacific / Marea Caraibelor |
| Antarctica | Emisfera estică / sudică / vestică           |                 |                                                                                      | Oceanul Antarctic / Marea Amundsen / Marea Ross / Marea Weddell |
| Australia | Emisfera estică / sudică                     |                 |                                                                                      | Oceanul Indian / Oceanul Pacific / Marea Arafura / Marea Coralilor / Marea Tasmaniei / Marea Timor |
| Eurasia | Emisfera estică / nordică / sudică / vestică | Africa          | *Egipt / Papua Noua Guinee                                                           | Oceanul Arctic / Oceanul Atlantic / Oceanul Indian / Oceanul Pacific / Marea Egee / Marea Adriatică / Marea Egee / Marea Andaman / Marea Arabiei / Marea Arafura / Marea Baltică / Marea Banda / Marea Barents / Golful Bengal / Golful Biscaya / Marea Bering / Marea Neagră / Marea Caspică / Marea Celebes / Marea Celtică / Marea Ciukotsk / Marea Chinei de Est / Marea Siberiană Orientală / Marea Flores / Marea Groenlandei / Marea Ionică / Marea Irlandei / Marea Japoniei / Marea Java / Marea Kara / Marea Laptev / Marea Ligurică / Marea Mediterană / Marea Molucelor / Marea Nordului / Marea Norvegiei / Marea Ohotsk / Golful Persic / Marea Roșie / Marea Chinei de Sud / Marea Sulu / Marea Timor / Marea Tireniană / Marea Galbenă |
| Asia | Emisfera nordică / estică / sudică / vestică | Africa / Europa | *Egipt / *Turcia / *Georgia / *Azerbaidjan / *Kazahstan / *Rusia / Papua Noua Guinee | Oceanul Arctic / Oceanul Indian / Oceanul Pacific / Marea Egee / Marea Andaman / Marea Arabiei / Marea Arafura / Marea Aral / Marea Banda / Golful Bengal / Marea Bering / Marea Neagră / Marea Caspică / Marea Celebes / Marea Ciukotsk / Marea Chinei de Est / Marea Siberiană Orientală / Marea Flores / Marea Japoniei / Marea Java / Marea Kara / Marea Laptev / Marea Mediterană / Marea Molucelor / Golful Persic / Marea Ohotsk / Marea Roșie / Marea Chinei de Sud / Marea Sulu / Marea Timor / Marea Galbenă |
| Europa | Emisfera estică / nordică / vestică          | Asia            | *Kazahstan / *Rusia / *Turcia / *Georgia / *Azerbaidjan                              | Oceanul Arctic / Oceanul Atlantic / Marea Egee / Marea Adriatică / Marea Baltică / Marea Barents / Golful Biscaya / Marea Caspică / Marea Celtică / Marea Groenlandei / Marea Ionică / Marea Irlandei / Marea Kara / Marea Ligurică / Marea Mediterană / Marea Nordului / Marea Norvegiei / Marea Tireniană |
| Oceania | Emisfera estică / nordică / sudică / vestică | Asia            | Indonezia                                                                            | Oceanul Indian / Oceanul Pacific / Marea Arafura / Marea Bismarck / Marea Celebes / Marea Coralilor / Marea Solomon / Marea Chinei de Sud / Marea Sulu / Marea Tasmaniei / Marea Timor |
| Notă: Țările marcate cu * sunt țări transcontinentale continue, al căror teritoriu se întinde peste o graniță continentală |                                              |                 |                                                                                      | |

## Granițele geografice aleoceanelor
| Ocean | Localizare                                   | Vecinătăți                                                | Vecinătăți | Vecinătăți |
| Ocean | Localizare                                   | Continent                                                 | Țări | Teritorii dependente |
| --- | -------------------------------------------- | --------------------------------------------------------- | --- | --- |
| Oceanul Arctic | Emisfera estică / nordică / vestică          | Asia / Europa / America de Nord                           | Canada / *Danemarca / Islanda / Norvegia / Rusia / Statele Unite | Groenlanda (Danemarca) / Jan Mayen (Norvegia) / Svalbard (Norvegia) |
| Oceanul Atlantic | Emisfera estică / nordică / sudică / vestică | Asia / Europa / America de Nord / America de Sud / Africa | Albania / Algeria / Angola / Antigua și Barbuda / Argentina / Bahamas / Barbados / Belgia / Belize / Benin / Bosnia și Herțegovina / Brazilia / Bulgaria / Camerun / Canada / Capul Verde / Chile / Columbia / Republica Democratică Congo / Costa Rica / Coasta de Fildeș / Croația / Cuba / Cipru / Danemarca / Dominica / Republica Dominicană / Egipt / Guineea Ecuatorială / Estonia / Finlanda / Franța / Gabon / Gambia / Georgia / Germania / Ghana / Grenada / Grecia / Guatemala / Guineea / Guineea-Bissau / Guyana / Haiti / Honduras / Islanda / Irlanda / Israel / Italia / Jamaica / Letonia / Liban / Liberia / Libia / Lituania / Malta / Mauritania / Monaco / Mexic / Maroc / Namibia / Țările de Jos / Nicaragua / Nigeria / Norvegia / Panama / Polonia / Portugalia / Republica Congo / România / Rusia / Saint Kitts și Nevis / Sfânta Lucia / Sfântul Vicențiu și Grenadinele / São Tomé și Príncipe / Senegal / Sierra Leone / Slovenia / Africa de Sud / Spania / Suriname / Suedia / Siria / Togo / Trinidad și Tobago / Tunisia / Turcia / Ucraina / Regatul Unit / Statele Unite / Uruguay / Venezuela / Sahara Occidentală | Akrotiri (Regatul Unit) / Anguilla (Regatul Unit) / Aruba (Țările de Jos) / Bermuda (Regatul Unit) / Insula Bouvet (Norvegia) / Insulele Virgine Britanice (Regatul Unit) / Insulele Cayman (Regatul Unit) / Dhekelia (Regatul Unit) / Insulele Feroe (Danemarca) / Insulele Falkland (Regatul Unit) / Guiana Franceză (Franța) / Gibraltar (Regatul Unit) / Groenlanda (Danemarca) / Guernsey (Regatul Unit) / Isle of Man (Regatul Unit) / Jan Mayen (Norvegia) / Jersey (Regatul Unit) / Montserrat (Regatul Unit) / Antilele Neerlandeze (Țările de Jos) / Puerto Rico (Statele Unite) / Sfânta Elena (Regatul Unit) / Saint Pierre și Miquelon (Franța) / Georgia de Sud și Insulele Sandwich de Sud (Regatul Unit) / Svalbard (Norvegia) / Insulele Turks și Caicos (Regatul Unit) / Insulele Virgine Americane (Statele Unite)       |
| Oceanul Indian | Emisfera estică / nordică / sudică           | Africa / Asia / Australia                                 | Australia / Bahrain / Bangladesh / Comore / Djibouti / Timorul de Est / Egipt / Eritreea / *Franța / India / Indonezia / Iran / Irak / Israel / Iordania / Kenya / Kuweit / Madagascar / Malaysia / Maldive / Mauritius / Mozambic / Myanmar / Oman / Pakistan / Qatar / Arabia Saudită / Singapore / Somalia / Africa de Sud / Sri Lanka / Sudan / Tanzania / Thailanda / Emiratele Arabe Unite / *Regatul Unit / Yemen | Insulele Ashmore și Cartier (Australia) / Bassas da India (Franța) / Teritoriul Britanic din Oceanul Indian (Regatul Unit) / Insula Crăciunului (Australia) / Insulele Cocos (Australia) / Insula Europa (Franța) / Polinezia Franceză (Franța) / Teritoriile australe și antarctice franceze (Franța) / Insulele Glorioase (Franța) / Insula Heard și Insulele McDonald (Australia) / Insula Juan de Nova (Franța) / Mayotte (Franța) / Réunion (Franța) / Insula Tromelin (Franța) |
| Oceanul Pacific | Emisfera estică / nordică / sudică / vestică | Asia / Australia / America de Nord / America de Sud       | Australia / Brunei / Cambodgia / Canada / Chile / China / Columbia / Costa Rica / Timorul de Est / Ecuador / El Salvador / Statele Federate ale Microneziei / Fiji / *Franța / Guatemala / Honduras / Indonezia / Japonia / Kiribati / Malaysia / Insulele Marshall / Mexic / Nauru / Noua Zeelandă / Nicaragua / Coreea de Nord / Palau / Panama / Papua Noua Guinee / Peru / Filipine / Rusia / Samoa / Singapore / Insulele Solomon / Coreea de Sud / Taiwan / Thailanda / Tonga / Tuvalu / *Regatul Unit / Statele Unite / Vanuatu / Vietnam | Samoa Americană (Statele Unite) / Insula Baker (Statele Unite) / Insula Clipperton (Franța) / Insulele Cook (Noua Zeelandă) / Insulele Mării de Coral (Australia) / Polinezia Franceză (Franța) / Guam (Statele Unite) / Hong Kong (China) / Insula Howland (Statele Unite) / Insula Jarvis (Statele Unite) / Atolul Johnston (Statele Unite) / Reciful Kingman (Statele Unite) / Macao (China) / Insula Midway (Statele Unite) / Noua Caledonie (Franța) / Niue (Noua Zeelandă) / Insula Norfolk (Australia) / Insulele Mariane de Nord (Statele Unite) / Atolul Palmyra (Statele Unite) / Insulele Paracel (China / Taiwan / Vietnam) / Insulele Pitcairn (Regatul Unit) / Insulele Spratly (Brunei / China / Taiwan / Vietnam / Malaysia / Filipine) / Tokelau (Noua Zeelandă) / Insula Wake (Statele Unite) / Wallis și Futuna (Franța) |
| Oceanul Antarctic | Emisfera estică / sudică / vestică           | Antarctica                                                | | |
| Notă: Țările marcate cu * sunt țări transcontinentale discontinue, ale căror teritorii dependente se întind dincolo de zona continentală a statului respectiv |                                              |                                                           | | |

## Granițele geografice alemărilor
| Mare | Localizare                          | Localizare | Vecinătăți                       | Vecinătăți | Vecinătăți |
| Mare | Emisferă                            | Ocean      | Continent                        | Țări | Teritorii dependente |
| --- | ----------------------------------- | ---------- | -------------------------------- | --- | --- |
| Marea Adriatică | Emisfera nordică / estică           | Atlantic   | Europa                           | Albania / Bosnia și Herțegovina / Croația / Italia / Muntenegru / Slovenia | |
| Marea Egee | Emisfera nordică / estică           | Atlantic   | Europa / Asia                    | Grecia / Turcia | |
| Marea Arabiei | Emisfera nordică / estică           | Indian     | Africa / Asia                    | India / Iran / Oman / Pakistan / Somalia / Yemen | |
| Marea Baltică | Emisfera nordică / estică           | Atlantic   | Europa                           | Danemarca / Estonia / Finlanda / Germania / Letonia / Lituania / Polonia / Rusia / Suedia | |
| Marea Bering | Emisfera estică / nordică / vestică | Pacific    | Asia / America de Nord           | Rusia / Statele Unite | |
| Marea Neagră | Emisfera estică / nordică           | Atlantic   | Asia / Europa                    | Bulgaria / Georgia / România / Rusia / Turcia / Ucraina | |
| Marea Caraibelor | Emisfera vestică / nordică          | Atlantic   | America de Nord / America de Sud | Antigua și Barbuda / Belize / Columbia / Costa Rica / Cuba / Dominica / Republica Dominicană / Franța / Grenada / Guatemala / Haiti / Honduras / Jamaica / Mexic / Țările de Jos / Nicaragua / Panama / Saint Kitts și Nevis / Sfânta Lucia / Sfântul Vicențiu și Grenadinele / Trinidad și Tobago / *Regatul Unit / *Statele Unite / Venezuela | Anguilla (Regatul Unit) / Aruba (Țările de Jos) / Bonaire (Țările de Jos) / Insulele Virgine Britanice (Regatul Unit) / Insulele Cayman (Regatul Unit) / Montserrat (Regatul Unit) / Insula Navassa (Statele Unite) / Puerto Rico (Statele Unite) / Saba (Țările de Jos) / Sint Eustatius (Țările de Jos) / Insulele Virgine Americane (Statele Unite) |
| Marea Caspică | Emisfera estică / nordică           |            | Asia / Europa                    | Azerbaidjan / Iran / Kazahstan / Rusia / Turkmenistan | |
| Marea Chinei de Est | Emisfera estică / nordică           | Pacific    | Asia                             | China / Japonia / Coreea de Sud / Taiwan | Insulele Ryukyu (Japonia) |
| Marea Mediterană | Emisfera estică / nordică / vestică | Atlantic   | Africa / Asia / Europa           | Albania / Algeria / Bosnia și Herțegovina / Croația / Cipru / Egipt / Franța / Grecia / Israel / Italia / Liban / Libia / Malta / Monaco / Muntenegru / Maroc / Slovenia / Spania / Siria / Tunisia / Turcia / *Regatul Unit | Akrotiri (Regatul Unit) / Dhekelia (Regatul Unit) / Gibraltar (Regatul Unit) |
| Marea Nordului | Emisfera estică / nordică / vestică | Atlantic   | Europa                           | Belgia / Danemarca / Franța / Germania / Țările de Jos / Norvegia / Regatul Unit | |
| Marea Norvegiei | Emisfera estică / nordică / vestică | Atlantic   | Europa                           | *Danemarca / Islanda / Norvegia / Regatul Unit | Insulele Feroe (Danemarca) |
| Marea Chinei de Sud | Emisfera estică / nordică           | Pacific    | Asia                             | Brunei / Cambodgia / China / Indonezia / Malaysia / Filipine / Taiwan / Thailanda / Vietnam | Hong Kong (China) / Macao (China) |
| Notă: Țările marcate cu * sunt țări transcontinentale discontinue, ale căror teritorii dependente se întind dincolo de zona continentală a statului respectiv |                                     |            |                                  | | |

## Granițele geografice și politice ale țărilor lumii
| Țară | Continent / Subcontinent   | Vecinătăți | Vecinătăți |
| Țară | Continent / Subcontinent   | Țări | Oceane / Mări |
| --- | -------------------------- | --- | --- |
| Afghanistan | Asia                       | China / Iran / Pakistan / Tadjikistan / Turkmenistan / Uzbekistan | |
| Africa de Sud | Africa                     | Botswana / Eswatini / Lesotho / Mozambic / Namibia / Zimbabwe | Oceanul Atlantic / Oceanul Indian                                                                                               |
| Albania | Europa                     | Grecia / Muntenegru / Macedonia de Nord / Serbia | Oceanul Atlantic / Marea Adriatică / Marea Ionică                                                                               |
| Algeria | Africa                     | Libia / Mali / Mauritania / Maroc / Niger / Tunisia / Sahara Occidentală                                                                                                 | Oceanul Atlantic / Marea Mediterană                                                                                             |
| Andorra | Europa                     | Franța / Spania | |
| Angola | Africa                     | Republica Democratică Congo / Namibia / Republica Congo / Zambia | Oceanul Atlantic |
| Antigua și Barbuda | Caraibe                    | | Oceanul Atlantic / Marea Caraibelor                                                                                             |
| Arabia Saudită | Orientul Mijlociu          | Irak / Iordania / Kuweit / Oman / Qatar / Emiratele Arabe Unite / Yemen                                                                                                  | Oceanul Indian / Marea Roșie / Golful Persic                                                                                    |
| Argentina | America de Sud             | Bolivia / Brazilia / Chile / Paraguay / Uruguay | Oceanul Atlantic / Marea Scoției                                                                                                |
| Armenia | Asia                       | Azerbaidjan / Georgia / Iran / Turcia | |
| Australia | Australia                  | | Oceanul Indian / Oceanul Pacific / Marea Arafura / Marea Coralilor / Marea Tasmaniei / Marea Timor                              |
| Austria | Europa                     | Cehia / Germania / Ungaria / Italia / Liechtenstein / Slovacia / Slovenia / Elveția                                                                                      | |
| Azerbaidjan | Asia / Europa              | Armenia / Georgia / Iran / Rusia / Turcia | Marea Caspică |
| Bahamas | America de Nord            | | Oceanul Atlantic |
| Bahrain | Orientul Mijlociu          | | Oceanul Indian / Golful Persic                                                                                                  |
| Bangladesh | Asia                       | India / Myanmar | Oceanul Indian |
| Barbados | Caraibe                    | | Oceanul Atlantic |
| Belarus | Europa                     | Letonia / Lituania / Polonia / Rusia / Ucraina | |
| Belgia | Europa                     | Franța / Germania / Luxemburg / Țările de Jos | Oceanul Atlantic / Marea Nordului                                                                                               |
| Belize | America Centrală           | Guatemala / Mexic | Oceanul Atlantic / Marea Caraibelor                                                                                             |
| Benin | Africa                     | Burkina Faso / Niger / Nigeria / Togo | Oceanul Atlantic / Golful Guineei                                                                                               |
| Bhutan | Asia                       | China / India | |
| Bolivia | America de Sud             | Argentina / Brazilia / Chile / Paraguay / Peru | |
| Bosnia și Herțegovina | Europa                     | Croația / Serbia / Muntenegru | Oceanul Atlantic / Marea Adriatică                                                                                              |
| Botswana | Africa                     | Namibia / Africa de Sud / Zambia / Zimbabwe | |
| Brazilia | America de Sud             | Argentina / Bolivia / Columbia / Franța / Guyana / Paraguay / Peru / Suriname / Uruguay / Venezuela                                                                      | Oceanul Atlantic |
| Brunei | Asia de Sud Est            | Malaysia | Oceanul Pacific / Marea Chinei de Sud                                                                                           |
| Bulgaria | Europa                     | Grecia / Macedonia de Nord / România / Serbia / Turcia | Oceanul Atlantic / Marea Neagră                                                                                                 |
| Burkina Faso | Africa                     | Benin / Coasta de Fildeș / Ghana / Mali / Niger / Togo | |
| Burundi | Africa                     | Republica Democratică Congo / Rwanda / Tanzania | |
| Cambodgia | Asia de Sud Est            | Laos / Thailanda / Vietnam | Oceanul Pacific |
| Camerun | Africa                     | Republica Centrafricană / Ciad / Republica Congo / Guineea Ecuatorială / Gabon / Nigeria                                                                                 | Oceanul Atlantic / Golful Guineei                                                                                               |
| Canada | America de Nord            | Statele Unite | Oceanul Arctic / Oceanul Atlantic / Oceanul Pacific / Marea Baffin / Marea Beaufort / Golful Hudson / Marea Labrador            |
| Capul Verde | Africa                     | | Oceanul Atlantic |
| Cehia | Europa                     | Austria / Germania / Polonia / Slovacia | |
| Chile | America de Sud             | Argentina / Bolivia / Peru | Oceanul Pacific |
| China | Asia                       | Afganistan / Bhutan / Hong Kong / India / Kazahstan / Kârgâzstan / Laos / Macao / Mongolia / Myanmar / Nepal / Coreea de Nord / Pakistan / Rusia / Tadjikistan / Vietnam | Oceanul Pacific / Marea Chinei de Est / Marea Chinei de Sud / Marea Galbenă                                                     |
| Ciad | Africa                     | Camerun / Republica Centrafricană / Libia / Niger / Nigeria / Sudan | |
| Cipru | Europa                     | Akrotiri / Dhekelia | Oceanul Atlantic / Marea Mediterană                                                                                             |
| Columbia | America de Sud             | Brazilia / Ecuador / Panama / Peru / Venezuela | Oceanul Pacific / Oceanul Atlantic / Marea Caraibelor                                                                           |
| Comore | Africa                     | | Oceanul Indian |
| Republica Congo | Africa                     | Angola / Camerun / Republica Centrafricană / Republica Democratică Congo / Gabon                                                                                         | Oceanul Atlantic |
| Republica Democratică Congo | Africa                     | Angola / Burundi / Republica Centrafricană / Republica Congo / Rwanda / Sudanul de Sud / Tanzania / Uganda / Zambia                                                      | Oceanul Atlantic |
| Coreea de Nord | Asia                       | China / Coreea de Sud / Rusia | Oceanul Pacific / Golful Coreea / Marea Japoniei / Marea Galbenă                                                                |
| Coreea de Sud | Asia                       | Coreea de Nord | Oceanul Pacific / Marea Japoniei / Marea Galbenă                                                                                |
| Costa Rica | America Centrală           | Nicaragua / Panama | Oceanul Atlantic / Oceanul Pacific / Marea Caraibelor                                                                           |
| Coasta de Fildeș | Africa                     | Burkina Faso / Ghana / Guineea / Liberia / Mali | Oceanul Atlantic |
| Croația | Europa                     | Bosnia și Herțegovina / Ungaria / Serbia / Muntenegru / Slovenia | Oceanul Atlantic / Marea Adriatică                                                                                              |
| Cuba | Caraibe                    | | Oceanul Atlantic / Marea Caraibelor / Golful Mexic                                                                              |
| Danemarca | Europa                     | Germania | Oceanul Atlantic / Marea Baltică / Marea Nordului                                                                               |
| Djibouti | Africa                     | Eritreea / Etiopia / Somalia | Oceanul Indian / Marea Roșie / Golful Aden                                                                                      |
| Dominica | Caraibe                    | | Oceanul Atlantic / Marea Caraibelor                                                                                             |
| Ecuador | America de Sud             | Columbia / Peru | Oceanul Pacific |
| Egipt | Africa / Orientul Mijlociu | Israel / Libia / Sudan | Oceanul Atlantic / Oceanul Indian / Marea Mediterană / Marea Roșie                                                              |
| El Salvador | America Centrală           | Guatemala / Honduras | Oceanul Pacific |
| Elveția | Europa                     | Austria / Franța / Germania / Italia / Liechtenstein | |
| Emiratele Arabe Unite | Orientul Mijlociu          | Oman / Arabia Saudită | Oceanul Indian / Golful Persic                                                                                                  |
| Eritreea | Africa                     | Djibouti / Etiopia / Sudan | Oceanul Indian / Marea Roșie |
| Estonia | Europa                     | Letonia / Rusia | Oceanul Atlantic / Marea Baltică / Golful Finlandei                                                                             |
| Eswatini | Africa                     | Mozambic / Africa de Sud | |
| Etiopia | Africa                     | Djibouti / Eritreea / Kenya / Somalia / Sudanul de Sud / Sudan | |
| Fiji | Oceania                    | | Oceanul Pacific |
| Filipine | Asia de Sud Est            | | Oceanul Pacific |
| Finlanda | Europa                     | Norvegia / Rusia / Suedia | Oceanul Atlantic / Marea Baltică / Golful Botnic / Golful Finlandei                                                             |
| Franța | Europa / America de Sud    | Andorra / Belgia / Brazilia / Germania / Italia / Luxemburg / Monaco / Spania / Suriname / Elveția                                                                       | Oceanul Atlantic / Golful Biscaya / Canalul Mânecii / Marea Mediterană / Marea Nordului                                         |
| Gabon | Africa                     | Camerun / Republica Congo / Guineea Ecuatorială | Oceanul Atlantic / Golful Guineei                                                                                               |
| Gambia | Africa                     | Senegal | Oceanul Atlantic |
| Georgia | Asia / Europa              | Armenia / Azerbaidjan / Rusia / Turcia | Oceanul Atlantic / Marea Neagră                                                                                                 |
| Germania | Europa                     | Austria / Belgia / Cehia / Danemarca / Franța / Luxemburg / Țările de Jos / Polonia / Elveția                                                                            | Oceanul Atlantic / Marea Nordului / Marea Baltică                                                                               |
| Ghana | Africa                     | Burkina Faso / Coasta de Fildeș / Togo | Oceanul Atlantic / Golful Guineei                                                                                               |
| Grecia | Europa                     | Albania / Bulgaria / Macedonia de Nord / Turcia | Oceanul Atlantic / Marea Egee / Marea Ionică / Marea Mediterană                                                                 |
| Grenada | Caraibe                    | | Oceanul Atlantic / Marea Caraibelor                                                                                             |
| Guatemala | America Centrală           | Belize / El Salvador / Honduras / Mexic | Oceanul Atlantic / Oceanul Pacific / Marea Caraibelor                                                                           |
| Guineea | Africa                     | Coasta de Fildeș / Guineea-Bissau / Liberia / Mali / Senegal / Sierra Leone                                                                                              | Oceanul Atlantic |
| Guineea-Bissau | Africa                     | Guineea / Senegal | Oceanul Atlantic |
| Guineea Ecuatorială | Africa                     | Camerun / Gabon | Oceanul Atlantic / Golful Guineei                                                                                               |
| Guyana | America de Sud             | Brazilia / Suriname / Venezuela | Oceanul Atlantic |
| Haiti | Caraibe                    | Republica Dominicană | Oceanul Atlantic / Marea Caraibelor                                                                                             |
| Honduras | America Centrală           | El Salvador / Guatemala / Nicaragua | Oceanul Atlantic / Oceanul Pacific / Marea Caraibelor                                                                           |
| India | Asia                       | Afganistan / Bangladesh / Bhutan / China / Myanmar / Nepal / Pakistan / Sri Lanka                                                                                        | Oceanul Indian (Golful Kutch, Golful Khambat, Marea Lacadivelor, Marea Arabiei) / Golful Mannar / Golful Bengal / Marea Andaman |
| Indonezia | Asia de Sud Est            | Timorul de Est / Malaysia / Papua Noua Guinee | Oceanul Indian / Oceanul Pacific / Marea Arafura / Marea Banda / Marea Celebes / Marea Java / Marea Molucelor / Marea Timor     |
| Insulele Marshall | Oceania                    | | Oceanul Pacific |
| Insulele Solomon | Oceania                    | | Oceanul Pacific |
| Iordania | Orientul Mijlociu          | Irak / Israel / Arabia Saudită / Siria | Oceanul Indian / Golful Aqaba                                                                                                   |
| Iran | Orientul Mijlociu          | Afganistan / Armenia / Azerbaidjan / Irak / Pakistan / Turcia / Turkmenistan                                                                                             | Marea Caspică / Oceanul Indian / Golful Oman / Golful Persic                                                                    |
| Irak | Orientul Mijlociu          | Iran / Iordania / Kuweit / Arabia Saudită / Siria / Turcia | Oceanul Indian / Golful Persic                                                                                                  |
| Irlanda | Europa                     | Regatul Unit | Oceanul Atlantic / Marea Irlandei                                                                                               |
| Islanda | Europa                     | | Oceanul Atlantic / Oceanul Arctic                                                                                               |
| Israel | Orientul Mijlociu          | Egipt / Iordania / Liban / Siria | Oceanul Atlantic / Marea Mediterană                                                                                             |
| Italia | Europa                     | Austria / Franța / San Marino / Slovenia / Elveția / Vatican | Oceanul Atlantic / Marea Adriatică / Marea Ionică / Marea Mediterană / Marea Tireniană                                          |
| Jamaica | Caraibe                    | | Oceanul Atlantic / Marea Caraibelor                                                                                             |
| Japonia | Asia                       | | Oceanul Pacific / Marea Chinei de Est / Marea Japoniei / Marea Ohotsk                                                           |
| Kazahstan | Asia / Europa              | China / Kârgâzstan / Rusia / Turkmenistan / Uzbekistan | Marea Caspică |
| Kârgâzstan | Asia                       | China / Kazahstan / Tadjikistan / Uzbekistan | |
| Kenya | Africa                     | Etiopia / Somalia / Sudanul de Sud / Tanzania / Uganda | Oceanul Indian |
| Kiribati | Oceania                    | | Oceanul Pacific |
| Kuweit | Orientul Mijlociu          | Irak / Arabia Saudită | Oceanul Indian / Golful Persic                                                                                                  |
| Laos | Asia de Sud Est            | Cambodgia / China / Myanmar / Thailanda / Vietnam | |
| Letonia | Europa                     | Belarus / Estonia / Lituania / Rusia | Oceanul Atlantic / Marea Baltică                                                                                                |
| Lesotho | Africa                     | Africa de Sud | |
| Liban | Orientul Mijlociu          | Siria / Israel | Oceanul Atlantic / Marea Mediterană                                                                                             |
| Liberia | Africa                     | Coasta de Fildeș / Guineea / Sierra Leone | Oceanul Atlantic |
| Libia | Africa                     | Algeria / Ciad / Egipt / Niger / Sudan / Tunisia | Oceanul Atlantic / Marea Mediterană                                                                                             |
| Liechtenstein | Europa                     | Austria / Elveția | |
| Lituania | Europa                     | Belarus / Letonia / Polonia / Rusia | Oceanul Atlantic / Marea Baltică                                                                                                |
| Luxemburg | Europa                     | Belgia / Franța / Germania | |
| Macedonia de Nord | Europa                     | Albania / Bulgaria / Grecia / Serbia | |
| Madagascar | Africa                     | | Oceanul Indian / Strâmtoarea Mozambic                                                                                           |
| Malawi | Africa                     | Mozambic / Tanzania / Zambia | |
| Malaysia | Asia de Sud Est            | Brunei / Indonezia / Singapore / Thailanda | Oceanul Indian / Oceanul Pacific / Marea Chinei de Sud                                                                          |
| Maldive | Asia                       | | Oceanul Indian |
| Mali | Africa                     | Algeria / Burkina Faso / Coasta de Fildeș / Guineea / Mauritania / Niger / Senegal                                                                                       | |
| Malta | Europa                     | | Oceanul Atlantic / Marea Mediterană                                                                                             |
| Maroc | Africa                     | Algeria / *Spania / Ceuta / Melilla / Peñón de Vélez de la Gomera / Sahara Occidentală                                                                                   | Oceanul Atlantic / Marea Mediterană                                                                                             |
| Mauritania | Africa                     | Algeria / Mali / Senegal / Sahara Occidentală | Oceanul Atlantic |
| Mauritius | Africa                     | | Oceanul Indian |
| Mexic | America de Nord            | Belize / Guatemala / Statele Unite | Oceanul Atlantic / Oceanul Pacific / Golful Mexic / Marea Caraibelor                                                            |
| Statele Federate ale Microneziei | Oceania                    | | Oceanul Pacific |
| Moldova | Europa                     | România / Ucraina | |
| Monaco | Europa                     | Franța | Oceanul Atlantic / Marea Mediterană                                                                                             |
| Mongolia | Asia                       | China / Rusia | |
| Mozambic | Africa                     | Eswatini / Malawi / Africa de Sud / Tanzania / Zambia / Zimbabwe | Oceanul Indian |
| Muntenegru | Europa                     | Albania / Bosnia și Herțegovina / Croația / Serbia | Oceanul Atlantic / Marea Adriatică                                                                                              |
| Myanmar | Asia de Sud Est            | Bangladesh / China / India / Laos / Thailanda | Oceanul Indian / Marea Andaman                                                                                                  |
| Namibia | Africa                     | Angola / Botswana / Africa de Sud / Zambia | Oceanul Atlantic |
| Nauru | Oceania                    | | Oceanul Pacific |
| Nepal | Asia                       | China / India | |
| Nicaragua | America Centrală           | Costa Rica / Honduras | Oceanul Atlantic / Oceanul Pacific / Marea Caraibelor                                                                           |
| Niger | Africa                     | Algeria / Benin / Burkina Faso / Ciad / Libia / Mali / Nigeria | |
| Nigeria | Africa                     | Benin / Camerun / Ciad / Niger | Oceanul Atlantic / Golful Guineei                                                                                               |
| Norvegia | Europa                     | Finlanda / Rusia / Suedia | Oceanul Arctic / Oceanul Atlantic                                                                                               |
| Noua Zeelandă | Oceania                    | | Oceanul Pacific |
| Oman | Orientul Mijlociu          | Arabia Saudită / Emiratele Arabe Unite / Yemen | Oceanul Indian / Marea Arabiei                                                                                                  |
| Pakistan | Asia                       | Afganistan / China / India / Iran | Oceanul Indian / Marea Arabiei                                                                                                  |
| Palau | Oceania                    | | Oceanul Pacific |
| Panama | America Centrală           | Columbia / Costa Rica | Oceanul Atlantic / Marea Caraibelor / Oceanul Pacific                                                                           |
| Papua Noua Guinee | Oceania                    | Indonezia | Oceanul Pacific |
| Paraguay | America de Sud             | Argentina / Bolivia / Brazilia | |
| Peru | America de Sud             | Bolivia / Brazilia / Chile / Columbia / Ecuador | Oceanul Pacific |
| Polonia | Europa                     | Belarus / Cehia / Germania / Lituania / Rusia / Slovacia / Ucraina | Oceanul Atlantic / Marea Baltică                                                                                                |
| Portugalia | Europa                     | Spania | Oceanul Atlantic |
| Qatar | Orientul Mijlociu          | Arabia Saudită | Oceanul Indian / Golful Persic                                                                                                  |
| Regatul Unit | Europa                     | Irlanda | Oceanul Atlantic |
| Republica Centrafricană | Africa                     | Camerun / Ciad / Republica Democratică Congo / Republica Congo / Sudanul de Sud / Sudan                                                                                  | |
| Republica Dominicană | Caraibe                    | Haiti | Oceanul Atlantic / Marea Caraibelor                                                                                             |
| România | Europa                     | Bulgaria / Ungaria / Moldova / Serbia / Ucraina | Oceanul Atlantic / Marea Neagră                                                                                                 |
| Rusia | Asia / Europa              | Azerbaidjan / Belarus / China / Estonia / Finlanda / Georgia / Kazahstan / Letonia / Lituania / Mongolia / Coreea de Nord / Norvegia / Polonia / Ucraina                 | Oceanul Arctic / Oceanul Atlantic / Marea Baltică / Marea Neagră / Marea Caspică / Oceanul Pacific                              |
| Rwanda | Africa                     | Burundi / Republica Democratică Congo / Tanzania / Uganda | |
| Saint Kitts și Nevis | Caraibe                    | | Oceanul Atlantic / Marea Caraibelor                                                                                             |
| Sfântul Vincențiu și Grenadinele | Caraibe                    | | Oceanul Atlantic / Marea Caraibelor                                                                                             |
| Samoa | Oceania                    | | Oceanul Pacific |
| San Marino | Europa                     | Italia | |
| São Tomé și Príncipe | Africa                     | | Oceanul Atlantic / Golful Guineei                                                                                               |
| Senegal | Africa                     | Gambia / Mali / Mauritania / Guineea / Guineea-Bissau | Oceanul Atlantic |
| Serbia | Europa                     | Albania / Bosnia și Herțegovina / Bulgaria / Croația / Ungaria / Muntenegru / Macedonia de Nord / România                                                                | |
| Seychelles | Africa                     | | Oceanul Indian |
| Sfânta Lucia | Caraibe                    | | Oceanul Atlantic / Marea Caraibelor                                                                                             |
| Sierra Leone | Africa                     | Guineea / Liberia | Oceanul Atlantic |
| Singapore | Asia de Sud Est            | Malaysia | Oceanul Pacific / Oceanul Indian / Marea Chinei de Sud                                                                          |
| Siria | Orientul Mijlociu          | Irak / Israel / Iordania / Liban / Turcia | Oceanul Atlantic / Marea Mediterană                                                                                             |
| Slovacia | Europa                     | Austria / Cehia / Ungaria / Polonia / Ucraina | |
| Slovenia | Europa                     | Austria / Croația / Ungaria / Italia | Oceanul Atlantic / Marea Adriatică                                                                                              |
| Somalia | Africa                     | Djibouti / Etiopia / Kenya | Oceanul Indian / Golful Aden |
| Spania | Europa / *Africa           | Andorra / Franța / *Maroc / Portugalia / *Regatul Unit (Gibraltar) | Oceanul Atlantic / Golful Biscaya / Marea Mediterană                                                                            |
| Sri Lanka | Asia                       | | Oceanul Indian |
| Statele Unite | America de Nord            | Canada / Mexic | Oceanul Arctic / Oceanul Atlantic / Oceanul Pacific / Golful Mexic                                                              |
| Sudan | Africa                     | Republica Centrafricană / Ciad / Egipt / Eritreea / Etiopia / Libia / Sudanul de Sud                                                                                     | Oceanul Indian / Marea Roșie |
| Sudanul de Sud | Africa                     | Republica Centrafricană / Republica Democratică Congo / Etiopia / Kenya / Sudan / Uganda                                                                                 | |
| Suedia | Europa                     | Finlanda / Norvegia | Oceanul Atlantic / Marea Baltică / Golful Botnic                                                                                |
| Suriname | America de Sud             | Brazilia / Franța / Guyana | Oceanul Atlantic |
| Tadjikistan | Asia                       | Afganistan / China / Kârgâzstan / Uzbekistan | |
| Taiwan | Asia                       | | Oceanul Pacific / Marea Chinei de Est / Marea Chinei de Sud                                                                     |
| Tanzania | Africa                     | Burundi / Republica Democratică Congo / Kenya / Malawi / Mozambic / Rwanda / Uganda / Zambia                                                                             | Oceanul Indian |
| Thailanda | Asia de Sud Est            | Cambodgia / Laos / Malaysia / Myanmar | Oceanul Indian / Oceanul Pacific / Marea Chinei de Sud                                                                          |
| Timorul de Est | Asia de Sud Est            | Indonezia | Oceanul Indian / Marea Timor |
| Togo | Africa                     | Benin / Burkina Faso / Ghana | Oceanul Atlantic / Golful Guineei                                                                                               |
| Tonga | Oceania                    | | Oceanul Pacific |
| Trinidad și Tobago | Caraibe                    | | Oceanul Atlantic / Marea Caraibelor                                                                                             |
| Tunisia | Africa                     | Algeria / Libia | Oceanul Atlantic / Marea Mediterană                                                                                             |
| Turcia | Asia / Europa              | Armenia / Azerbaidjan / Bulgaria / Georgia / Grecia / Iran / Irak / Siria                                                                                                | Oceanul Atlantic / Marea Mediterană / Marea Egee / Marea Marmara / Marea Neagră                                                 |
| Turkmenistan | Asia                       | Afganistan / Iran / Kazahstan / Uzbekistan | Marea Caspică |
| Tuvalu | Oceania                    | | Oceanul Pacific |
| Țările de Jos | Europa                     | Belgia / Germania | Oceanul Atlantic / Marea Nordului                                                                                               |
| Ucraina | Europa                     | Belarus / Ungaria / Moldova / Polonia / România / Rusia / Slovacia | Oceanul Atlantic / Marea Neagră                                                                                                 |
| Uganda | Africa                     | Republica Democratică Congo / Kenya / Rwanda / Sudanul de Sud / Tanzania                                                                                                 | |
| Ungaria | Europa                     | Austria / Croația / România / Serbia / Slovacia / Slovenia / Ucraina | |
| Uruguay | America de Sud             | Argentina / Brazilia | Oceanul Atlantic |
| Uzbekistan | Asia                       | Afganistan / Kazahstan / Kârgâzstan / Tadjikistan / Turkmenistan | |
| Vanuatu | Oceania                    | | Oceanul Pacific |
| Vatican | Europa                     | Italia | |
| Venezuela | America de Sud             | Brazilia / Columbia / Guyana | Oceanul Atlantic / Marea Caraibelor                                                                                             |
| Vietnam | Asia de Sud Est            | Cambodgia / China / Laos | Oceanul Pacific / Marea Chinei de Sud                                                                                           |
| Yemen | Orientul Mijlociu          | Oman / Arabia Saudită | Oceanul Indian / Marea Arabiei / Golful Aden / Marea Roșie                                                                      |
| Zambia | Africa                     | Angola / Botswana / Republica Democratică Congo / Malawi / Mozambic / Namibia / Tanzania / Zimbabwe                                                                      | |
| Zimbabwe | Africa                     | Botswana / Mozambic / Africa de Sud / Zambia | |
| Notă: Țările marcate cu * sunt țări transcontinentale discontinue, ale căror teritorii dependente se întind dincolo de zona continentală a statului respectiv |                            | | |

## Granițele geografice și politice aleteritoriilor dependente
| Teritoriu dependent                                                         | Localizare    | Localizare               | Vecinătăți                   | Vecinătăți                              | Vecinătăți |
| Teritoriu dependent                                                         | Țară          | Continent / Subcontinent | Țări / Teritorii             | Oceane / Mări                           |            |
| --------------------------------------------------------------------------- | ------------- | ------------------------ | ---------------------------- | --------------------------------------- | ---------- |
| Akrotiri                                                                    | Regatul Unit  | Europa                   | Cipru                        | Oceanul Atlantic / Marea Mediterană     |            |
| Dhekelia                                                                    | Regatul Unit  | Europa                   | Cipru                        | Oceanul Atlantic / Marea Mediterană     |            |
| Gibraltar                                                                   | Regatul Unit  | Europa                   | Spania                       | Oceanul Atlantic / Marea Mediterană     |            |
| Hong Kong                                                                   | China         | Asia                     | China                        | * Oceanul Pacific / Marea Chinei de Sud |            |
| Macao                                                                       | China         | Asia                     | China                        | * Oceanul Pacific / Marea Chinei de Sud |            |
| Saint Martin                                                                | Franța        | Caraibe                  | Sint Maarten (Țările de Jos) | Oceanul Atlantic / Marea Caraibelor     |            |
| Sint Maarten                                                                | Țările de Jos | Caraibe                  | Saint Martin (Franța)        | Oceanul Atlantic / Marea Caraibelor     |            |
| Notă: În tabel sunt incluse doar teritoriile dependente cu granițe terestre |               |                          |                              |                                         |            |